# Cover Girl
Cover Girl is een Amerikaanse muziekfilm uit 1944 onder regie van Charles Vidor. Destijds werd de film in Nederland uitgebracht onder de titel Het blondje van de voorpagina.

## Verhaal
De zangeres Rusty Parker werkt in de nachtclub van haar vriendje Danny McGuire, maar ze wil ooit een ster worden op Broadway. Ze neemt daarom deel aan de schoonheidswedstrijd van een modeblad. Rusty wint de wedstrijd en Danny ontslaat haar om haar carrière niet in de weg te staan. Ontredderd gaat ze in op het huwelijksaanzoek van de theaterproducent Noel Wheaton.

## Rolverdeling
| Acteur            | Personage                      |
| ----------------- | ------------------------------ |
| Rita Hayworth     | Rusty Parker / Maribelle Hicks |
| Gene Kelly        | Danny McGuire                  |
| Lee Bowman        | Noel Wheaton                   |
| Phil Silvers      | Genius                         |
| Jinx Falkenburg   | Jinx Falkenburg                |
| Leslie Brooks     | Maurine Martin                 |
| Eve Arden         | Cornelia Jackson               |
| Otto Kruger       | John Coudair                   |
| Jess Barker       | Coudair als jongeman           |
| Anita Colby       | Juffrouw Colby                 |
| Curt Bois         | Kok                            |
| Jean Colleran     | Fotomodel                      |
| Francine Counihan | Fotomodel                      |
| Helen Mueller     | Fotomodel                      |
| Cecilia Meagher   | Fotomodel                      |

## Filmmuziek
1. The Show Must Go On
2. Who’s Complaining?
3. Sure Thing
4. Make Way for Tomorrow
5. Put Me to the Test
6. Long Ago
7. Poor John
8. Alter-Ego Dance
9. Cover Girl